# University of Tasmania
University of Tasmania (forkortet: UTAS, UTas eller Tas Uni) er et velrenommeret, australsk universitet med tre afdelinger på Tasmanien. 
Det er det fjerdeældste af de australske universiteter, grundlagt i 1890. Universitetet er medlem af organisationen Association of Commonwealth Universities (= "Sammenslutningen af universiteter i commonwealthlandene"), og man samarbejder med universiteter i andre lande for at kunne give studerende international erfaring. Desuden har universitetet udvekslingsordninger med flere end 40 institutioner i Europa, Asien og Nordamerika.
De to hovedafdelinger er Sandy Bay Campus, som ligger ca. 5 minutter fra bymidten af Hobart, og Newnham Campus, der ligger ca. 10 minutter fra den mindre by, Launceston. Den tredje afdeling er den lille Cradle Coast Campus (tidligere: North-West Study Centre), som ligger i Burnie, og den tilbyder en mindre antal universitetsgrader, men også førsteårsstudier i en række emner for at tiltrække studerende fra den del af øen og for at muliggøre studier i emner vedrørende bestemte egnes landbrugsområder eller regioner.
Kronprinsesse Mary er uddannet i jura og økonomi fra University of Tasmania.